# Championnat du Bénin de football 2001-2002
Navigation
Édition suivante
La saison 2001-2002 du Championnat du Bénin de football est la vingt-huitième édition du Championnat National, le championnat national de première division au Bénin. Les dix-huit équipes engagées sont réparties en deux poules de neuf, où elles affrontent deux fois leurs adversaires. Les quatre premiers se qualifient pour la poule finale, le dernier de chaque poule est relégué en deuxième division. Les huit qualifiés se retrouvent au sein d'une poule où ils affrontent deux fois les qualifiés issus de l'autre poule.
C'est l'AS Dragons de l'Ouémé qui remporte la compétition cette saison après avoir terminé en tête du classement, ne devançant les Requins de l'Atlantique FC qu'à la différence de buts. C'est le onzième titre de champion du Bénin de l'histoire du club.

## Participants
- AS Dragons de l'Ouémé
- Mogas 90 FC
- Requins de l'Atlantique FC
- Soleil FC
- Postel Sport
- Variétés FC
- Étoile de Porto Novo
- ASACO de Cotonou
- Cavaliers FC
- Panthères de Djougou
- Énergie Sport FC
- Lions de Natitingou
- Université Nationale du Bénin FC
- Vautours d'Ilacondji
- ASJA d'Avrankou
- AS Tonnerre de Bohicon
- Tatapouranou de Ouassa Péhunco
- Buffles du Borgou

## Compétition
Les classements sont basés sur le barème de points suivant : victoire à 3 points, match nul à 1, défaite à 0.

### Première phase
| Rang | Équipe               | Pts | J  | G  | N | P  | Bp | Bc | Diff |
| ---- | -------------------- | --- | -- | -- | - | -- | -- | -- | ---- |
| 1    | Buffles du Borgou    | 38  | 16 | 12 | 2 | 2  | 30 | 9  | +21  |
| 2    | Mogas 90 FC          | 32  | 16 | 9  | 5 | 2  | 27 | 9  | +18  |
| 3    | Postel Sport         | 25  | 16 | 7  | 4 | 5  | 20 | 13 | +7   |
| 4    | Énergie Sport FC     | 24  | 16 | 6  | 6 | 4  | 16 | 13 | +3   |
| 5    | Panthères de Djougou | 24  | 16 | 7  | 3 | 6  | 11 | 13 | -2   |
| 6    | Variétés FC          | 23  | 16 | 6  | 5 | 5  | 9  | 9  | 0    |
| 7    | Cavaliers FC         | 17  | 16 | 4  | 5 | 7  | 16 | 23 | -7   |
| 8    | ASACO de Cotonou     | 12  | 16 | 3  | 3 | 10 | 17 | 27 | -10  |
| 9    | Étoile de Porto Novo | 3   | 16 | 0  | 3 | 13 | 7  | 37 | -30  |

| Rang | Équipe                           | Pts | J  | G  | N | P  | Bp | Bc | Diff |
| ---- | -------------------------------- | --- | -- | -- | - | -- | -- | -- | ---- |
| 1    | AS Dragons de l'OuéméT           | 38  | 16 | 12 | 2 | 2  | 30 | 9  | +21  |
| 2    | Requins de l'Atlantique FC       | 35  | 16 | 11 | 2 | 3  | 27 | 11 | +16  |
| 3    | Soleil FC                        | 33  | 16 | 10 | 3 | 3  | 27 | 12 | +15  |
| 4    | Lions de Natitingou              | 29  | 16 | 9  | 2 | 5  | 19 | 16 | +3   |
| 5    | Université Nationale du Bénin FC | 28  | 16 | 8  | 4 | 4  | 13 | 11 | +2   |
| 6    | Vautours d'Ilacondji             | 23  | 16 | 7  | 2 | 7  | 21 | 16 | +5   |
| 7    | ASJA d'Avrankou                  | 16  | 16 | 4  | 4 | 8  | 11 | 18 | -7   |
| 8    | AS Tonnerre de Bohicon           | 13  | 16 | 3  | 4 | 9  | 9  | 16 | -7   |
| 9    | Tatapouranou de Ouassa Péhunco   | 4   | 16 | 1  | 1 | 14 | 8  | 32 | -24  |

### Poule finale
| Rang | Équipe                     | Pts | J | G | N | P | Bp | Bc | Diff |
| ---- | -------------------------- | --- | - | - | - | - | -- | -- | ---- |
| 1    | AS Dragons de l'OuéméT     | 15  | 8 | 4 | 3 | 1 | 10 | 4  | +6   |
| 2    | Requins de l'Atlantique FC | 15  | 8 | 4 | 3 | 1 | 6  | 3  | +3   |
| 3    | Postel Sport               | 13  | 8 | 4 | 1 | 3 | 9  | 6  | +3   |
| 4    | Buffles du Borgou          | 13  | 8 | 4 | 1 | 3 | 8  | 8  | 0    |
| 5    | Lions de Natitingou        | 11  | 8 | 3 | 2 | 3 | 8  | 6  | +2   |
| 6    | Mogas 90 FC                | 9   | 8 | 2 | 3 | 3 | 6  | 8  | -2   |
| 7    | Énergie Sport FC           | 8   | 8 | 1 | 5 | 2 | 5  | 5  | 0    |
| 8    | Soleil FC                  | 2   | 8 | 0 | 2 | 6 | 3  | 15 | -12  |

|  | Qualification pour la Ligue des champions de la CAF 2003 |
|  | Qualification pour la Coupe de la CAF 2003               |
|  | T : Tenant du titre                                      |

## Bilan de la saison
| Championnat du Bénin de football 2001-2002                        |                                   |
| Champion                                                          | AS Dragons de l'Ouémé (11e titre) |
| Coupes et trophées                                                |                                   |
| Vainqueur de la Coupe du Bénin 2001-2002                          | JS Pobè (D2)                      |
| Qualifications continentales                                      |                                   |
| Ligue des champions de la CAF 2003                                | AS Dragons de l'Ouémé             |
| Coupe des Coupes 2003                                             | JS Pobè                           |
| Coupe de la CAF 2003                                              | Requins de l'Atlantique FC        |
| Promotions et relégations                                         |                                   |
| Promus en Championnat National                                    | Donjo FC                          |
| Promus en Championnat National                                    | JS Pobè                           |
| Relégués en Championnat du Bénin de football de deuxième division | Tatapouranou de Ouassa Péhunco    |
| Relégués en Championnat du Bénin de football de deuxième division | Étoile de Porto-Novo              |